# Миоркани (Ботошани)
Миоркани (рум. Miorcani) насеље је у Румунији у округу Ботошани у општини Радауци-прут. Oпштина се налази на надморској висини од 182 m.

## Становништво
Према подацима из 2002. године у насељу је живело 2014 становника, од којих су сви румунске националности.